# 室内協奏曲 (リゲティ)
13人の奏者のための『室内協奏曲』（しつないきょうそうきょく、Kammerkonzert für 13 Instrumentalisten）は、ジェルジ・リゲティが1969年から1970年にかけて作曲した室内楽曲。4楽章から構成され、演奏時間は約20分。

## 概要
作曲家のフリードリヒ・ツェルハが主宰する現代音楽の演奏団体であるアンサンブル・ディ・ライエのために1969年から翌年にかけて作曲された。
『室内協奏曲』という題ではあるが歴史的な室内協奏曲とは特に関係がなく、室内楽であるということ、各楽器に名人芸的な役割を要求することを意味する。構成上も第2楽章を緩徐楽章とし、第3楽章がスケルツォ的であるなど伝統的な協奏曲を意識しているが、しかし独奏楽器と管弦楽の対立といった構造は存在しない。
音楽の上では『アトモスフェール』のような静的な音の塊に比べると音の層が薄くなり、ミクロポリフォニーを作る各声部が透けて見えるようになっている。この点で1968年の弦楽四重奏曲第2番に近く、リゲティはこの曲を弦楽四重奏曲のより軽い（わかりやすい）妹と呼んでいる。
4楽章版の初演は1970年10月1日、ベルリンで、フリードリヒ・ツェルハ指揮のアンサンブル・ディ・ライエによって行なわれた。それに先立つ1970年5月11日、ウィーンで3楽章までの版が演奏されている。楽譜はショットから出版され、各楽章はMaedi Wood、Traude Cerha（フリードリヒ・ツェルハの妻）、Friedrich Cerha、Walter Schmiedingに献呈されている。

## 編成
6人の管楽器奏者、2人の鍵盤楽器奏者、5人の弦楽器奏者の合計13人によって演奏される（楽器の数は13より多い）。
1. フルート（ピッコロ持ちかえ）
2. オーボエ（オーボエ・ダモーレ、コーラングレ持ちかえ）
3. B♭管クラリネット
4. バスクラリネット（第2クラリネット持ちかえ）
5. ホルン
6. トロンボーン
7. チェンバロ、ハモンドオルガン（またはハーモニウム）
8. ピアノ、チェレスタ
9. 第1ヴァイオリン
10. 第2ヴァイオリン
11. ヴィオラ
12. チェロ
13. コントラバス

## 構成
以下の4楽章から構成される。
1. Corrente（流れるように）- 冒頭、木管楽器とチェロ・コントラバスが長三度内の非常に狭い音程で、互いに異なるリズムをもって動きまわり[1]、やがて他の楽器が加わっていく。「senza tempo」と書かれた、不定の速度（可能な限り速く演奏する）によるパターンが鍵盤楽器や弦楽器に出現する。ヴァイオリンの長いトリルの後、突然長い音の伸ばしによる静的な部分が出現する。その後ふたたび速い動きで激しいポリフォニーを演奏する。
2. Calmo, sostenuto（静かに、音を十分保って）- 音の伸ばしによるクラスターにはじまり、その中に管楽器による旋律の断片のようなものが浮かんでは消える。いったん音の伸ばしのみに戻った後、ffで激しい盛り上がりが出現するが、それはやがて崩れて消え、音の伸ばしに戻る。この楽章ではハモンドオルガンを使用している。
3. Movimento preciso e meccanico（正確に、機械的な動きで）- 1968年の『コンティヌウム』と同様、細かい音符のくり返しによる楽章である[2]。ホ音のくり返しにはじまり、他の音が徐々に加わっていく。いったん静かになった後、各楽器が不定の速度で同音を反復することでモアレを作りだしていく。
4. Presto - 2本のクラリネットによる常動曲風の非常に速い動きにはじまり[1]、やがて弦楽器、鍵盤楽器（チェンバロとチェレスタ）、ピッコロとバスクラリネットと楽器を変えていく。ピアノの最高音からコントラバスの最低音に移るところは『アトモスフェール』を思わせる。曲は長いトリルに収束した後、短い終結部がある。